# 布鲁诺·法明
布鲁诺·法明（法語：Bruno Famin，1962年1月—）是一名法国汽车工程师，目前担任阿尔品汽车的副总裁。

## 职业生涯
布鲁诺·法明在法国国立高等工程技术学校获得了工程学位，1986年起，他前往西非从事物流和运输工作。之后他前往法国石油研究院学校进修学习。1989年他加入标志塔尔博特运动，他成为客户赛事部门设计办公室的一名研发工程师。1994年，他离开标志但仍在标致雪铁龙集团内工作，他成为了一名项目经理，在回到法国本部之前，他还曾在阿根廷工作过。2005年他成为标志运动部门的技术总监。2012年，他被指定为标志运动部门的负责人。
2019年，布鲁诺·法明离开标志，加入国际汽联担任体育部门的运营总监。
2022年2月，法明加入阿尔品车队担任车队首席执行官。2023年7月，法明被雷诺任命为阿尔品汽车的副总裁。7月底，阿尔品车队开除了领队奥特马尔·萨夫诺尔，由法明担任车队临时领队。2024年7月，法明宣布离开阿尔品车队，他将回到雷诺集团内部任职。他在阿尔品车队领队的位置由奥利弗·奥克斯接替。